# Moriz Rosenthal

(um 1890)

Moriz Rosenthal (geboren 17. Dezember 1862 in Lemberg, Kaisertum Österreich; gestorben 3. September 1946 in New York; auch Moritz Rosenthal und Maurycy Rosenthal) war ein austroamerikanischer Pianist.

## Leben
Maurycy Rosenthal war ein Sohn des Lemberger Musikprofessors Leo Rosenthal und der Auguste Kammer. Zu seinen fünf Schwestern gehörte die Malerin Marie Rosenthal-Hatschek. Als Enkelschüler von Frédéric Chopin, der noch bei dessen Schüler Karol Mikuli studiert hatte, wurde Rosenthal ein authentischer Zugang zu den Klavierwerken des polnischen Komponisten bescheinigt. Er selbst bestätigte, dass seine viel bewunderte Kunst des Legatospiels auf Chopin selbst zurückging. 1875 ging Rosenthal nach Wien und setzte seine Klavierstudien bei Rafael Joseffy fort. 1877–1878 hatte er außerdem die Gelegenheit, mit Franz Liszt in Weimar und Rom zu arbeiten. Rosenthal war vielseitig interessiert. Von 1878 bis 1884 unterbrach er seine Karriere als Pianist zeitweise, um an der Universität Wien Philosophie und Ästhetik zu studieren.
Danach wirkte er als Hofpianist und Kammervirtuose in Wien, wurde 1928 zum Professor ernannt und wirkte später auch als Dirigent.
Rosenthals Virtuosität war so außergewöhnlich, dass sich selbst der gefürchtete Wiener Kritikerpapst Eduard Hanslick zu einer bewundernden Konzertbesprechung hinreißen ließ – und dass er den jungen Vladimir Horowitz mit einem herablassenden Bonmot für sein donnerndes Oktavspiel tadeln konnte: „Er mag ein Oktavian sein, aber kein Cäsar.“
Fast ebenso berühmt für seinen scharfen Witz wie für sein Klavierspiel (so bemerkte er nach einer Kollegenaufführung von Chopins Minutenwalzer: „Das war die unterhaltsamste Viertelstunde meines Lebens“), stellte Rosenthal den heute seltenen Typus des Universalisten dar, der sieben Sprachen beherrschte, einen Abschluss der philosophischen Fakultät und beeindruckende Kenntnisse in Medizin, Chemie und Philosophie besaß. Nebenbei war er ein glänzender Schachspieler.
1936 musste Moriz Rosenthal als Jude in die USA emigrieren und erhielt 1941 die amerikanische Staatsbürgerschaft. Seit 1939 lehrte er in seiner eigenen Klavierschule in New York. Zu seinen Schülern zählten Charles Rosen, Poldi Mildner und Robert Goldsand.
Die von ihm erhältlichen Aufnahmen (u. a. Chopins 1. Klavierkonzert, Konzertparaphrase über Johann Strauss’ „An der schönen blauen Donau“) wurden von einem Mann in den Siebzigern eingespielt und weisen zwar eine hohe Anschlagskultur und besondere Formung des Einzeltons auf (besonders in Chopins Walzer op. 64 Nr. 2), aber nicht mehr die technische „Unfehlbarkeit“ des jungen Rosenthal.
Rosenthal heiratete 1922 die 1882 in Budapest geborene Pianistin Hedwig Kanner.

## Schriften
- Schule des höheren Klavierspiels: technische Studien bis zur höchsten Ausbildung (School of modern pianoforte virtuosity). Hrsg. von Moriz Rosenthal und Ludvig Schytte. Berlin, ca. 1890.